# 聖事主教座堂 (基督城)
聖事主教座堂（Cathedral of the Blessed Sacrament）位於紐西蘭基督城市中心，又名基督城聖殿（Christchurch Basilica），是天主教基督城教區的主教座堂。 
2010年紐西蘭南島地震后该堂关闭。2011年基督城地震中，前立面的两座钟楼倒塌，穹顶被破坏 穹顶以及座堂的后部已被拆除。该堂是修复抑或拆除尚有待决定。